# David Kirkland
Pour les articles homonymes, voir Kirkland.
David Kirkland est un réalisateur, acteur et scénariste américain, né le 26 novembre 1878 à San Francisco (Californie) et mort le 27 octobre 1964 à Los Angeles (Californie).

## Filmographie

### Comme réalisateur
- 1913 The Spirit of the Flag
- 1916 The Crippled Hand
- 1919 A Temperamental Wife
- 1919 A Virtuous Vamp
- 1920 The Love Expert
- 1920 The Perfect Woman
- 1920 Le Second Mariage de Lucette (In Search of a Sinner)
- 1920 Nothing But the Truth
- 1921 The Rowdy
- 1923 Le Gosse aux Pieds Nus (The Barefoot Boy)
- 1924 For Another Woman
- 1924 The Tomboy
- 1925 All Around Frying Pan
- 1925 Who Cares
- 1926 Hands Across the Border (en)
- 1926 A Regular Scout
- 1926 The Tough Guy
- 1926 The Two-Gun Man
- 1927 The Gingham Girl
- 1927 Uneasy Payments
- 1927 Yours To Command
- 1928 The Candy Kid
- 1931 Riders of the Cactus
- 1931 So This Is Arizona
- 1931 Flying Lariats
- 1932 Flame of Mexico

### Comme acteur
- 1913 : The Powder Flash of Death
- 1913 : The Picket Guard
- 1913 : Mental Suicide